# 邪宗門 (高橋和巳)
『邪宗門』（じゃしゅうもん）は、高橋和巳の長編小説。『朝日ジャーナル』の1965年（昭和40年）1月3日号から、1966年（昭和41年）5月29日号にかけて連載され、大幅な加筆修正を施した上で、1966年（昭和41年）10月と11月に、河出書房新社より上下巻で刊行された。文庫版は当初は新潮文庫、のちに講談社文庫、朝日文庫、河出文庫より刊行されている。
新興宗教団体「ひのもと救霊会」の、弾圧と滅亡の歴史を描いた小説である。明治中期に悟りを開いた下層農民の行徳まさを開祖とする教団が、二代目教主の行徳仁二郎によって教勢を拡大してのち、戦時下の弾圧を受け、最後には敗戦後、三代目教主の千葉潔に率いられた信徒たちが〈世なおし〉のために武装蜂起し、決定的な破滅に至るまでの、教団史の消長が描かれる。
分量は高橋の作品中、最も長い2,000枚に及び、時間の流れは1931年（昭和6年）から1946年（昭和21年）まで、主要登場人物は30人、空間は戦前日本の勢力圏全域である樺太・満洲国・カロリン群島にまで広がる、規模雄大な作品である。

## あらすじ

### 第一部
序章から第一部までの年代は、1931年（昭和6年）晩秋から、翌1932年（昭和7年）5月16日まで。
1931年（昭和6年）晩秋、母の骨壺を抱えた14歳の少年、千葉潔が「ひのもと救霊会」本部のある神部駅に降り立った。東北地方で発生した大飢饉の中、自らの母親の死肉を食らって生き延びた彼は、骨を神部盆地の救霊会の墓に埋めてほしい、との母の遺言のため、飢餓に苦しむ生地を離れてやってきたのだった。飢えた千葉潔は教団本部へ辿り着く前に、川べりの草むらの中で倒れるが、古参信徒の堀江駒に発見され、連れて帰られる。
既に同年の春、ひのもと救霊会は二代目教主の行徳仁二郎をはじめとする幹部や地区司祭ら9人が逮捕され、神殿を破壊されるという弾圧を受けていた（第一次弾圧）。当主の真輔もこの弾圧により不在となっている堀江家で、千葉潔は駒、その義娘の菊乃、駒の孫の民江、教主の次女の行徳阿貴らに囲まれ、暗い過去に凍りついた心を、次第にほぐし始める。
教団では第一次弾圧後も、九州地区司祭の小窪徳忠が「皇国救世軍」として分離独立する事態となり、組織は崩壊の兆を見せ始める。しかし千葉潔が教団へ来た翌1932年（昭和7年）春には、教主や幹事らが保釈され、組織の立て直しが図られた。また、神部絹糸のストライキも支援することとなり、一応の立ち直りを見せるが、五・一五事件に教団の信徒であり陸軍士官学校生でもあった植田文麿が参加していたことが発覚。警視庁は教団の閉鎖と、教主と一部・二部幹事全員の逮捕を命じる。そして同日の夜には原因不明の火災が発生し、教団は壊滅した（第二次弾圧）。
一方で教団の下働きをしていた千葉潔は、教主の長女である行徳阿礼の鉛筆を盗んだ疑いをかけられて教団での居場所をなくし、密かに神部を去るが、実は最高顧問である加地基博から、天皇に宛てた「諫書」を託されていたのだった。加地の指示に従い、千葉潔は書生の植田克麿と共に、伊勢神宮への参拝に訪れていた天皇に「諫暁」を実行する。しかし計画は失敗し、逮捕された克麿は発狂、加地は警官隊に包囲されて自害、千葉潔も教団に逃げ戻っていたところを逮捕されて、神部を去った。

### 第二部
第二部の年代は、1940年（昭和15年）春から、翌1941年（昭和16年）12月8日の開戦の詔勅まで。行徳阿礼を中心に、それぞれの本部員の生活をパノラマ風に描く章である。
非合法化され、信徒が40万にまで減少した教団は、教主の長女である行徳阿礼によって守られていた。逮捕された仁二郎や幹部らは小菅の刑務所に収監され、行徳阿貴は、堀江駒や民江と共に、四国行脚の名目で説法の旅に出ていた。またかつて収容されていた少年院を脱走した千葉潔は、第三高等学校の学生となり、ボート部の主将となっていた。刑期を終えた植田文麿は、素性を隠して九州の炭鉱で働いていた。
1940年（昭和15年）春、「皇国救世軍」の小窪徳忠から、次男である軍平と阿礼の結婚によって、救世軍と救霊会とを合体させることの申し出がなされ、阿礼は悩む。そして千葉潔との再会を経て、翌1941年（昭和16年）4月、結婚を決意して九州へ赴く。しかし、大政翼賛会に参加して戦時体制の中枢に接近しようとした皇国救世軍の計画は挫折し、阿礼が逡巡を重ねて選んだ自己犠牲も、完全な無意味となった。12月8日に開戦の詔勅が宣布されると、神部の教団本部員たちはなぜか、「天皇陛下万歳」を三唱した。

### 第三部
第三部の年代は、敗戦後の1945年（昭和20年）8月下旬から、翌1946年（昭和21年）3月まで。
1945年（昭和20年）秋、疥癬に冒された仁二郎は敗戦に伴う釈放直前に獄死し、行徳阿貴は幹部の松葉幸太郎と足利正から、正反対の内容である教主の遺書をそれぞれ受け取る。一通は「ただ平静に何ごともなかりしがごとくに進め」という寛恕の語調に溢れたものである一方、もう一通は「いまは審きのとき、逃がれんとする悪魔を許すべからず」という呪詛の内容だった。結局、教団は松葉宛の遺言のみを機関紙に掲載し、足利宛の遺言は口伝えに信徒たちに広めることとした。そして教主は不在のまま、仁二郎の次女である阿貴を「継主」として、再建を進めることとなった。
同年末、南方戦線から復員した千葉潔が神部に現れ、第三高等学校時代の友人である吉田秀夫らと共に、救霊会の参謀組織として企画院を設立。翌1946年（昭和21年）正月から救霊会は、雑誌の発刊・信徒の拡大・教義の整備・本部機構の改革・他宗教や一般団体との連携や闘争など、活発な活動を始め、再生していく。
一方で千葉潔は、教団の本部員には知らせないまま、旧軍隊の残存武器を集積して、武装暴動の準備を進めていた。教団を利用した〈世なおし〉、日本の革命を幻想しての行動だったが、彼自身も、自分の計画が成功するはずはないと知っており、その幻想を本気で信じてはいなかった。彼が望んでいたのは、かつて母の肉を食い、軍隊では捕虜を虐殺した自分を地上から抹殺し、全教団をそのための起爆剤にすることだけだった。
敗戦により失脚した小窪を見捨てて教団に戻ってきた阿礼は、千葉潔の凶暴な夢想を即座に看破する。阿礼もまた、全教団を犠牲にしてでも、子持ちの出戻り女に過ぎない自身の人生に、華やかな瞬間を取り戻すことを願っていた。そして、供出拒否の責任を問われて勾留されている継主の阿貴が、教主に千葉潔を指名したとの偽書を作成することにより、妹から教主の座を簒奪し、破壊衝動を抱く千葉潔を三代目教主に仕立て上げた。
また元青年部部長の足利正も、獄中から出てきてのち、明日の食糧を求めるのみの世の人々と、自身が夢想する義の回復との落差に絶望していた。仁二郎亡き後、教団の最重要人物となった足利は、敗戦を「六終局」到来の時と考え、今こそ〈世なおし〉を成し遂げて〈神の国〉を築かねばならぬ、と考える。教宣に赴いた東京で、教団の意向を無視して支配者・抑圧者に対する宗教裁判を断行するも、失敗に終わった足利は、陰謀によって千葉潔が教主となったことを悟りながら、千葉潔と阿礼の計画する、無謀な反乱に身を投じることとなる。
武装暴動の引金は、隠匿米の摘発に来た警官と米兵が、強盗に間違われて惨殺されるという、偶発的な事件によって引かれた。教団は小作制度の破壊と、労働者による工場の自主的生産管理を実現するため、武装蜂起によって神部地区から国権側の武力を排除し、「解放区」を樹立する。一時は成功したかのように思われた反乱だったが、この動きは、神部地区と近畿の一部にしか波及せず、数日後には神部は、戦車をはじめとする進駐軍の大部隊によって、完全に包囲される。進駐軍の圧倒的な武力による、一方的な殺戮にも等しい戦闘が二昼夜に渡って行われた末に、教団本部とその周辺は原形を留めないまでに破壊され、反乱は徹底的に鎮圧され、教団は壊滅する（第三次弾圧）。足利正は戦死し、千葉潔に身体を与えた阿礼は、米軍戦車の砲撃により信徒の家々が燃える中、充足感と勝利感に満たされながら自殺した。
蜂起が失敗してのち、千葉潔をはじめ数人の残党は、行者姿で大阪の釜ヶ崎の貧民窟へと落ち延び、自らの意志で一切の食と水とを絶って餓死する。今際の際で何かを口にしようとした千葉潔は、少女時代から彼を愛し続けた堀江民江の腕の中で死に、民江も舌を噛み切ってその後を追った。
一方で、警察で勾留されていた阿貴は、教団が蜂起したとの報を聞いても、なす術を持たずにいた。更に、治っていたはずの小児麻痺が拘置所生活で再発して身動きもできなくなり、京都警察病院で横になったまま、教団が壊滅したことを聞かされる。しかし、全身麻痺による死の危機に晒され、看護婦に虐げられながらも阿貴は、私は死なない、継主の地位は聖主の次女という理由で与えられたに過ぎなかったものだが、この病を克服して自身の信仰により人々の邪慳さを和らげることができれば、そのときこそ自分は、ひのもと救霊会の真の継主になれるのだから、と、新たな未来を見据えつつ思うのだった。

## ひのもと救霊会
ひのもと救霊会は、1897年（明治30年）頃を開基とする新興宗教団体である。本部は京都府下の、「神部」という町に位置する。神部は古くから絹織物の産地として栄え、明治期には絹糸工場が建設されて、唯一の近代産業となった。本部は、かつての城址に建てられている。また、全国各地に分教会があり、地区司祭によって管理されている。
本部組織としては、教主に直結する議決機関として長老会・正幹事会・拡大幹事会、事務機構として庶務・組織・宣教・財務・企画部、実務分掌として農部・工部・礼部がある。そのほか、出版局・新聞編集局、青年部・婦人部、顧問団（最高顧問・法律顧問・教学顧問）がある。本部には附属施設として、農場・紡績工場・窯場・植物園・病院があり、これらの幾つかは各地方にも散在する。教団旗は、弓の上に留まった金色の鳩が、光を発する図柄を描いたものである。
開祖は行徳まさという、薄幸の寡婦である。間引きを免れた貧農の三女として生まれ、尽くし抜いた2人の横暴苛酷な夫と死別し、6人の子供のうち4人に先立たれ、残った2人にも背かれた彼女が、突如として神がかりの状態となり、生の意味を根源的に追求しながら山野を放浪し、特異な神霊能力を身に付けて、祈禱による秘儀奇蹟を行い、初期の教団を形成した。小作農、女工などの貧しい人々を中心に広まっていき、のちには、救霊会の組織化に貢献のあった教派神道系の宣教師・亀川俊成の次男である仁二郎（のちの二代目教主）が、不思議な人間的魅力と政治力で教団や教義の合理化・体系化を推進。全国に200万人の信徒を擁する大宗教団体へと発展した。
一方で政府権力からの弾圧は激しくなり、1930年（昭和5年）の第一次弾圧では治安維持法違反で教主ら6名が逮捕され、本殿を破壊されている。翌々年の1932年（昭和7年）には幹部121名が逮捕され、火災によって多くの施設を失った影響もあり、信徒の多くは日本各地や南方の島、満洲にまで離散していき、本部には隠れ宗教として活動を持続する少数の信徒だけが残った。

### 教義
教団で最も重んじられる最高教典は、まさが僧侶に文字を習って書いた『お筆先』で、仁二郎はその唯一の解説者と位置づけられる。作中ではその内容はあまり語られないが、中には「大元帥も人の子、馬喰もまた人の子」という一節があり、「大○○も人の子」と伏字にすることで、ようやく刊行を許された。
教義の根本要諦は、「三行、四先師、五問、六終局、七戒、八誓願」であり、加えて聖師の二つの遺書である「二訓」、奥義書がある。門外不出の奥義書は、開祖と二代目教主との問答録で、「信仰とは何ぞや、救済なり／救済とは何ぞや、死なり／死とは何ぞや、安楽なり」といった、虚無的な内容のものである。
根本要諦のうち「三行」は、開祖まさの開眼に至るまでの遍歴を追体験する3段階の苦行「歩行・誦行・水行」を指し、布教に功あって地区司祭の地位につこうとする者だけに課せられる。「歩行」は一日二飯、一筒の水だけで開祖の辿った樵夫道を20日間、沈黙して歩き続けること、「誦行」は1週間、蝋燭1本だけの石の祠にこもって、開祖の『お筆先』を暗誦すること、「水行」は3日間、小さな滝壺で水に打たれて身を清めることを指す。これらの行開けの日には、教主から門外不出の鎮魂帰心、窮地における捨身の護身術、身替りの法が伝授される。
「四先師」は、開祖が気狂い女と蔑まれていた、神がかりの状態から悟りを開くまでの間、外道でありながらも開祖の世話をした、無名の4人の人物を指す。開祖の問いには答え得ないが、字を教えて考えることを諭した浄土宗の僧侶（智慧の菩薩）・山で修行中の開祖に食を与え続けた樵夫（恵みの菩薩）・まさに授乳して餓死から救った白痴の女性・娼婦に売られたまさの子を庇った娼婦、の4人である。
「五問」は、半狂乱になった開祖が発した「なぜ長男は戦死したのか。なぜ長女は娼婦になり病毒におかされて死んだのか。なぜ次男は行方しれずになったのか。なぜ次女は地主の納屋で首をくくったのか。なぜ三女は末子を餓死させたのか」という、五つの問いかけを指す。
「六終局」は、〈世なおし〉の前にこの世が経験せねばならぬ試練として開祖が示した、「最後の一人に到る最後の殉難／最後の愛による最後の石弾戦／最後の悲哀を産む最後の舞踏／最後の快楽に滅びる最後の飲酒／最後の廃墟となる最後の火の玉／宇宙一切を許す最後の始祖」というカタストロフィの予言である。
「七戒」に関しては明瞭な記述がなく、作中では「汝殺すなかれ、姦淫するなかれ、盗偸するなかれ、偽言をなすなかれ」の四戒しか示されていない。また地域共産社会建設の過程で、「不所有」が言及されているが、明記されてはいない。
「八誓願」は、「たとえ蓮の花ひらき、無量光かがやく天国の眼前にあろうとも、此岸に一人の不幸に涙するものあり、一人の餓鬼畜生道の徒あるかぎり、我らは昇天せじ」から始まる、長文の八つの誓願である。

### 教姉教弟
教団内には「教姉教弟」（あねおとうと）という制度があり、やむを得ない事情で男性との縁を失った女性が、年下の独身男性信徒を選び、法律外の男女関係を結ぶことができる、というものである。しかし長じた教弟が他の女性を結婚相手に選んだ際は、教姉は黙って彼から離れなくてはならない。
また他に、四季の祭典のあとの無礼講というものもあり、詳細な言及はないが、伊達（1991）は「祭りの夜の自由恋愛とされているから、おおよその見当はつく」としている。

## 登場人物
いずれも「ひのもと救霊会」の信徒。1946年（昭和21年）4月までに、そのほとんどが死亡している。
- 千葉 潔 - 三代目教主[19]。少年時代に東北の大飢饉の中、餓死した母の肉を食べて生き延びた[47]。「諫暁」事件で感化院へ送られるも脱走し、放浪生活を経て苦学ののち、第三高等学校へ入学。熱心に農民運動史や宗教史を研究した。三高卒業後に関しては詳しく描かれていないが、出征した際に上官の命令で捕虜を殺害したという経験を持っている。復員後、しばらくの放浪生活を経て、再び神部へ帰還した[17]。
- 行徳 まさ - 開祖[48][31]。作中年代では既に故人[34]。1855年（安政2年）生まれ[28]、1915年（大正4年）没[31]。丹波盆地の貧農に、間引きを免れた子として生まれ[28]、明治中期、大工の夫と死別し、再婚させられた高利貸の夫に家を追われた上、6人の子供にも背かれ、或いは先立たれた。その結果、突如として神がかりの状態となり、半狂乱で神部の宗教家や知識人を訪ね廻り、自身と子供たちの不幸の意味を訪ね歩いた。そして、唯一真面目に向き合ってくれた浄土宗の僧侶に文字を学び、末法意識を身に付けた。のち、祈禱師として信徒を集め、初期の教団を形成した[31]。
- 行徳 仁二郎 - 二代目教主、聖師[48]。気さくで包容力に富み、才気煥発で抜群のユーモアの精神を持つ[49]。旧姓は亀川。1882年（明治15年）生まれ、1945年（昭和20年）没。神部盆地に住む禅宗の僧侶を父に持つが、父は破戒して商売や鉱山開発に手を出して失敗、教派神道の宣教師に鞍替えしてのち、強引に勢力拡大を図った。仁二郎は小学校卒業後に禅宗寺院に預けられたが、俗気の多い父への反発、職業的宗教人への嫌悪から放浪の旅に出る[31]。10年間の放浪期については謎に包まれており、様々な伝説によって語られている[50]。1907年（明治40年）に故郷へ戻ってきた際にまさと出会い、能力を買われて教団の参謀役となる。まさとはしばしば対立したものの信頼され、やがて養子に迎えられ、教団の運営を委ねられた[51]。
- 行徳 八重 - 仁二郎の妻。没落士族の娘で、神部絹糸工場の事務員だったが、工場で布教していた救霊会に怒りを覚えて本部へ抗議に赴いたところ、仁二郎の不思議な人格に乗せられ、反対に救霊会が煽動していた争議の指導に回り、その後信徒となった[52]。夫の逮捕後は教団を支え、教勢の維持に貢献した[48]。仁二郎からは教主の座を譲る意思を明かされていたが、結局実現はしなかった[53]。
- 行徳 阿礼 - 仁二郎の長女[48]。派手やかな美貌を持つ一方、気性が激しく、驕慢で誇り高い性格を持つ[54][55]。生まれたときからその主人である教主殿では、小女王のように振る舞っている[55]。
- 行徳 阿貴 - 仁二郎の次女[13][56]。小児麻痺で足が悪く、不具者への奇蹟を謳う教団には都合が悪かったため、堀江家に預けられていた[13][25]。千葉潔の優しさと努力によって足萎えをほぼ克服し、教主補、のちに継主として、教団の最高責任者を務めた[25]。
- 堀江 駒 - 古参信徒の老婆。開祖の側近を務めていた[9]。
- 堀江 菊乃 - 駒の義娘。千葉潔が駒に救われた当時、夫の真輔は教主と共に投獄されていた[11]。
- 堀江 民江 - 駒の孫。少女時代から千葉潔に心を寄せていたが、思いを口にすることなく見知らぬ青年と結婚し、夫の戦死後に一児を産んだ[57][25]。
- 有坂 卑美子 - 教主殿の下女で[57]、千葉潔の教姉（あね）だった女性[13]。阿礼の嫉妬によって左遷されたカロリン諸島ポネペ島で布教活動に従事し、島の青年との間に2人の子をもうけた[13][57]。
- 小窪 徳忠 - 元九州地方大司祭。子の軍平と共に教団からの分離独立を宣言し、ファシズム的団体「皇国救世軍」を設立する。敗戦後、大日本帝国の崩壊に殉じて自刃した[58]。
- 安達 景暉 - 元東京地区司祭[59]。小窪同様、救霊会から分裂した「観相宗」を立ち上げたが、国家権力の弾圧に屈して〈世なおし〉を捨象し、個人の内面性や心の持ちようの変化、精神的な内省のみにその働きを限ってしまった[60]。
- 山辺 潤一 - 出版局長。富山県の富農出身で、かつてはマルクス主義者だった[19]。
- 植田 文麿 - 士官学校生。教団の〈世なおし〉思想と、若手軍人の間に広まった「昭和維新」思想に感化され、幾つかの疑問を抱きながらも五・一五事件の実行部隊に参加し、犬養毅暗殺の実行犯となる[33][61]。懲役後は九州の炭鉱に流れ着き、「吉野」の偽名で坑内労働に従事したが、のちに阿礼の婚約者である小窪軍兵を襲撃して負傷させた[61]。
- 植田 克麿 - 文麿の弟。諫書上書によって逮捕され、発狂した[62]。
- 吉田 秀夫 - 第三高等学校時代からの千葉潔の友人[18]。企画院では千葉潔に、地方選挙などを通じた穏健な手段で理想社会を徐々に建設してゆくことを提案していたが、受け入れられなかった[63]。
- 足利 正 - 教団幹部。仁二郎と共に敗戦まで、十数年間収監されていた[22]。最も思想が堅固で活動的な、仁二郎の信任の厚い信徒でもあった[62]。敗戦後、教団の意向を無視して東京で宗教裁判を実行するが、失敗に終わった[64]。
- 赤木 かず子 - 婦人部部長。満洲国開拓団に参加し、「ひのもと村」で足利との間に生まれた子を育てた[62]。
- 加地 基博 - 教団の最高顧問。天皇に宛てた諫書を記し、最後には自裁した[62]。
- 中村 鉄男 - 教団の機関紙『ひのもと新聞』の主幹。帝国大学の教授職をなげうち、教主との信頼関係のもと、大正期の教団発展のために尽力した[62]。
- 佐伯 市定 - 教団の附属施設である「愛善病院」の院長。教団のシンパサイザー[62][65]。第二次弾圧後、大阪の貧民窟へ戻って診療所を開いた[65]。
- 西本 和臣 - 教団の附属施設である植物園長。佐伯と同じく顧問格の人物[62]。
- 貝原 洋一 - 教団の長老である貝原七兵衛の息子[66]。中国で戦傷して捕虜となり、反戦同盟員として、中国の抗日運動に加わった[62]。
- 松葉 幸太郎 - 長老[67]。人徳があり、〈世なおし〉の一環として水平運動も行っている。被差別部落の出身[62]。
- 難波 重治 - 元企画部幹事。第二次弾圧時、肺疾患により病床にあったため逮捕を免れ、のちに前職の工場労働者に復帰し、尼崎××製鋼所の組合を組織した。職場では労働者の信頼を勝ち取っている[62][66]。
- 丹羽 辰子 - 背教の信者。教主に思いをかける余り、嫉妬により警察に密告をし、その後娼婦にまで身を落とすが、なおも信仰を捨てなかった[57]。

## 執筆動機・背景

### 執筆開始以前
高橋は、母親が天理教の信者であったほか、祖父が生長の家の教典に親しんでおり、祖父の茶飲み友達にもひとのみち教団（現・パーフェクト リバティー教団）の信徒がいたなどし、幼少時代から新興宗教に関する知識が存在していた。またのちにも、疎開先で弾圧されているひとのみち教団の信徒を目撃したり、自らも布教師になるべく、天理教の教義を勉強していたことがあった。こうした宗教体験が、『邪宗門』に結実する素材となったと考えられている。
そのほか、川西（1981）は、第三部で描かれたダムの決壊について、高橋が戦時中に疎開した母の郷里、香川県三豊郡大野原村（現・観音寺市大野原町）での出来事が基になっているとしている。1946年（昭和21年）5月9日午前7時頃、大谷池の蓄水ダムが決壊し、下流の福田原地区が濁流に呑まれて、死者6名・流失家屋54棟・倒壊家屋24棟・水没田畑450反の被害を出した。14歳であった高橋はこの際、一面の泥濘となった農地を整備する作業に動員され、田畑の泥を一すくいずつ取り除く作業に従事している。

### 執筆・発表経過
日本近代文学館の「高橋和巳文庫」には、400字詰め原稿用紙4枚の『邪宗門』梗概が所蔵されている。題名はまだ付けられておらず、「先日、東京で申しておりました書きかけの長篇の予定梗概をお送りします」「私としては、『憂鬱なる党派』にもっとも執着があり、またもっとも早く完成可能と存じます」「完成の前後はあっても、ともに数年来の構想であり、いづれは書かないではおれないわけです」とも記されており、メモが書かれたのは1964年（昭和39年）頃と推測される。
この梗概ではヒロインの行徳阿礼が登場しないほか、主人公がかつての飢饉の際に、母の死肉を食べて生き延びたという過去は、「全篇を注意深く読んだとき」に初めてわかる仕組み、ということになっていた。また最後には、「神よ、我を罰せよ。世界よ滅びよ」と呟きつつ餓死するということになっているが、この台詞も実際の作品では書かれなかった。
『朝日ジャーナル』へ連載小説を書くことが決まったのは1964年（昭和39年）8月のことで、編集者の坂本一亀や友人らからは時期尚早であるとの声があったが、決意したという。この連載の話は、小説の連載を始めたばかりの高見順が病気になったため、その代打として浮上したもので、副編集長も周囲の反対を押し切って起用を決め、高橋には「思う存分やれ」と伝えている。12月27日号の「作者の言葉」で、高橋は次のように述べている。
『邪宗門』は、完結した井上光晴『他国の死』の後を受けて、1965年（昭和40年）1月3日号より、1966年（昭和41年）5月29日号にかけて、全74回に渡り連載された。当初の連載期限は1年間であったが、それを超える期間の連載となり、高橋の作品の中で最も長い、2,000枚に及ぶ分量となった。連載開始後の9月には、完全な作家生活に入るため、大阪府吹田市のアパートを退去して神奈川県鎌倉市二階堂理智光寺谷748に転居している。
本作の原稿は、妻である高橋たか子が全て清書している。たか子によれば、高橋は毎週の締切の前日にならなければ書き出さず、前日の晩に1回分の23枚を一気に書き上げたという。それを手渡されたたか子が、担当者が取りに来る正午過ぎまでに、必死に原稿を清書した。一方で高橋は、再び翌週の締切前日まで「陶然とした妄想状態」に入り、たか子が話しかけても上の空で部屋の中を歩き回る、といった状況だった。高橋自身も、本作執筆時の自身の状況について、「その作品を書いている間、私は確かに誇大妄想的邪宗の教祖であり、同時に孤独なる信徒である、一種狂的な状態のもとにいた」と述懐している。
たか子は、『邪宗門』を主人の最高傑作と評した上で、本作や『捨子物語』などの良いものを書いているときには、書きながら始終、短調のメロディで口笛を吹いたり鼻唄を歌ったりしていた、ともしている。高橋は、終盤に差し掛かった1966年（昭和41年）1月からは、並行して『文藝』に『日本の悪霊』の連載も始めている。
単行本は、大幅な加筆修正を施した上で、1966年（昭和41年）10月と11月に、河出書房新社より上下巻で刊行された。初出では第二部が全18章・第三部が全26章であったが、加筆の結果として単行本版の構成は、序章が3章・第一部が全28章・第二部が全20章・第三部が全31章となっている。ただし増補はなされていても、初出から削除された部分は少ない。第三部が加筆によって第一部を上回る章数となっていることについて、林（1972）は、「たたみかけるように結んでいく第三部後半の性急な終わり方に読者・高橋和巳もまた不満であったことが分かるのである」と分析している。

### 作品完成後の虚脱
『邪宗門』を書き上げたあと、高橋は激しい虚脱状態に陥った。村井（1991）は、「この長篇にすべての思考と想像力をつぎこんだ結果だろう」としている。妻のたか子によれば、連載が終わってしばらくしてから「ひどく自信をうしない、ばたばたと荒れだし、内側に妄想されていた「憂鬱」が外にむけて溢れだすようになった」といい、何か嫌なことがあれば酒の力を借りなければ持ちこたえられない、という以前からの状態がより顕著になったという。
高橋は、随筆『孤独なる邪宗』（『週刊読書人』1967年1月30日号）にて、自身のこの虚脱状態について「それはおそらく想像の実をむさぼり食った者に下される当然の天罰であって、私は容易には現実にもどれず、しかも〈呪われた作業〉としての表現の毒気が、まず自らに帰ってきてしまったためである。長いあいだ、一種の自家中毒の症状がつづいた。その自家中毒から脱けだすためには、作中で一たび滅ぼした〈邪宗〉をこの世に現存せしめるより方法はないのではないかと思われたほどである」と、その深刻さを語っている。また一方で、こうも記している。
伊藤（2002）は、本作を完成させてのち、わずかに5年で作者の高橋自身が死去していることから、「……破滅するのは、物語の登場人物たちだけではなかった。ほかならぬ作者自身も、外圧によって突き崩されるその理想とともに滅び去る。『邪宗門』は、「土俗の理想郷」を架空の教団の宗教性のなかに見いだした高橋和巳が、「土俗の理想郷」の崩壊と時を同じくして、宗教的に自滅する軌跡を克明に描く物語だといってもよいであろう」と述べている。

## 評価・分析

### ひのもと救霊会について
作中の「ひのもと救霊会」は、現実の宗教から素材を収集して構築された架空の宗教団体である。中でも、大きなヒントになったのが大本である。
ひのもと救霊会の本部が所在する町には「神部」という、大本が「神都」とする京都府綾部市を連想させる名が付けられており、郡是製絲（現・グンゼ）を中心とする製糸の町という性格も、綾部から継承されている。一方でかつての城址に本部が建てられているという設定について、永岡（2020）は、亀山城址に建設された大本本部を踏まえていることは明らかだ、としている。「神部」は、二つの聖地を統合、または圧縮させたことにより設定されていると考えられる。また永岡は、「俗気」を持つとされる仁二郎の父親について、マンガン鉱の採掘や牛乳製造業などの、近代的新事業の試みを繰り返した、出口王仁三郎の青年時代と類似しているとし、王仁三郎の人格はそのような父と、そんな父のやり方に嫌悪を抱く仁二郎という、二つに分裂させられていると指摘している。
その上で永岡は、ひのもと救霊会の教義には大本の比重は高くないとし、「世なおし」思想は大本の「立替え立直し」を源泉としていると思われる一方、それを支える終末観は浄土宗的なものであることが作品中に示され、「八誓願」は法蔵菩薩の四十八願が下敷きであり、また自殺容認の態度や千葉潔の餓死という結末は、高橋が傾倒していたジャイナ教や邪命派の影響が指摘される、としている。また神部を訪れる人々に「ようお帰り」と呼びかける作法、「一列平等」の教えなど、天理教の影響も強いとされる。川西（1981）は、教義のうち「六終局」はマッカリ・ゴーサーラの八終局「最後の飲酒／最後の歌唱／最後の舞踏／最後の挨拶／最後の旋風／最後の撒水象／最後の石弾戦／最後の祖師」から導いたものとしている。
こうした事柄から永岡は、高橋は大本の諸要素をひのもと救霊会として再構成する中で、教団の属性を「女性化」させていると指摘している。それには、開祖である行徳まさの『お筆先』が男性中心主義的な社会への女性の怒りを代弁するものとなっていること、教主である行徳仁二郎の創造性・主体性が制限され、まさや民衆の思想の媒介者の位置に留めていることが挙げられる。また、史実では出口王仁三郎自身が、国家主義・対外拡張主義へ接近して「昭和神聖会」を1934年（昭和9年）に設立しているが、作中では九州地区大司祭の小窪の独断で、教団から分離独立することとなっている。小窪は救霊会のような「女性的な忍従」ではなく「男性的な闘争」を主張し、女性的な原理である救霊会と、男性的な原理の分派教団に分離されている。また、小窪と阿礼の結婚も、男性的な皇国救世軍の提案に、ためらいながら応じるという女性的な救霊会というイメージの縮図となっている。
一方で永岡は、行徳家の女性たちは仁二郎不在の教団を支えつつもあくまでも教主の代理でしかなく、教団が常に外部の男性の補完や指導を必要とし、それが行徳阿礼との性的関係を媒介として進められるなど、女性への偏見と共に存在している、とも指摘している。そして、大本の性質を整理して、「女性性ー受動性ー犠牲者性ー無垢性が連結された一元的な性格」を救霊会に与えたものとしている。
高橋は1921年（大正10年）2月と1935年（昭和10年）12月の二度に渡る大本への弾圧（大本事件）を題材にすることを認めているが、村井英雄はそのほかに、敗戦直後の1945年（昭和20年）8月24日に発生した「島根県庁焼き打ち事件」（松江騒擾事件）を参考にしているのではないかと推測している。このことについて高橋自身は何も記していないが、村井は事件がひのもと救霊会の蜂起の構図とよく似ていること、事件から3年後の1948年（昭和23年）に旧制松江高等学校に入学していることを指摘し、「常識的に知っていて当然だというだけであるが、全面否定もできないのは確かだろう」と述べている。
川西（1974）は、高橋が埴谷雄高の『死霊』を読んだことを契機にジャイナ教（耆那教）に触れた経験と、『邪宗門』との関連を指摘している。ジャイナ教は不殺生の戒律を最も重んじており、出家修行者は、空中の小虫を殺さないために口にマスクをつけたり、水中の虫を殺さないために濾過してから飲んだり、道の虫を殺さないために箒で道を掃きながら歩いたりする。川西は「生きて罪を犯すよりは死して無垢の国に住まねばならぬ」といったこのジャイナ教の教えは、極地点においては自己生存の否定となるとし、救霊会の奥義書には「信仰とは何ぞや、救済なり／救済とは何ぞや、死なり／死とは何ぞや、安楽なり」と安楽死を認めていることは、このジャイナ教の考えから発するものであろう、としている。そして千葉潔が辿った最期について「母の肉を食らって生きのび、老婆堀江駒の身替りの法によって生をふきかえしたのが千葉潔が背負った宿命であり、一回限りの阿修羅の生の終焉が憎悪の闇を凝視めての餓死であった。高橋和巳が抱いた餓死のイメージがいかに強いものであったかは、作品全体の終局的な破滅の相にこの餓死の観念が使われていることによっても証明されるのである」と述べている。

### 千葉潔について
三代目教主となった千葉潔は、作中で「宗教的な感情」が欠落した人物であり、本人もそれを自覚していたことが語られる。伊藤（2002）は、それにも拘わらず彼が教団を代表する立場になり、武力による変革の方向へ教団を導くことができた理由について、「千葉潔の人格が、政治的に貫かれていたからである」としている。伊藤は、千葉は教団の唱える〈世なおし〉を徹頭徹尾政治的に捉え、その実践が国家の意思に抵触するならば、教団そのものが武力を操る政治的権力となって国家と対決し、これを倒さなければならないと考えていたが、このような考えを抱き、それを現実化させる能力を持つ人間を、敗戦を機に政治性を前面に出しつつあった教団は、是非とも必要としていたとしている。そして、このような教団を政治的に指導し得る役割は彼以外には有り得ず、「千葉潔のような人格を設定し、彼に集団的な破滅への導き手の役割を担わせた作者の判断は、鋭敏にして的確なものだったといえよう」としている。
立石（1972）は、もしも千葉潔という少年が存在しなければ、ひのもと救霊会は、既に何度も弾圧をしてきた国家権力に妥協して続いていたはずであるとし、彼が飢饉に襲われた際に母の肉を食って生き延びた過去によって、「なぜ、この世に自分が生れてきたのか、自分にも分たれるどのような幸せが剰されているのかと、重荷にすぎる疑問」に囚われ続けている点に着目している。そして、「彼の感じかた、思いかた、生きかたなどはすべてこの〈食人〉に淵源をもっている」とし、千葉の考え方は「……ちゃんとした革命思想といったものではなくて、権力の象徴である国家の転覆、悪をねだやしにする悪の容認、この世が永劫かわることのない地獄であるという認識、自分の罪と罰を自分からほろびることによってのりこえようとすることなどということができる」と分析している。そして、貧民窟に落ち延び沈黙のまま餓死したのは彼にふさわしい末路とも言えるが、我が子に食われるという〈本来の面目〉まで至り着けなかったところに、彼のジレンマが示されている、ともしている。
伊達（1991）は、「千葉潔は徹頭徹尾、教団の外側におり、神を信じない信仰なきものとされている。この哀しい暗黒の虚無を抱いた主人公は、登場したときから破滅に至るまで、内面の戦いらしい戦いはすることがない。最初からハンドルが固定されたクルマのように、一直線に破滅を志向する」と述べている。そしてひのもと救霊会は本来、内面的な対話を通して、彼の魂が揺らぐべき場所として設定されるべきであったとし、世直しの闘争が性急な印象を与える理由はそこではないか、としている。一方で、「が、これはないものねだりというものだ。結末の集団餓死の凄絶な場面は、この小説にどんな破綻や欠点があろうと、すべてを帳消しにする迫力がある」と評価している。
柴田（1971）は、千葉潔の原罪の意識は母親の肉を食べたこと自体によって生じたものではなく、その母親、母親の属していた世界（飢餓に苦しむ東北）を捨て、そこから無限に離れた世界へ逃亡しようとすることにある、としている。そして千葉潔の人肉食譚からは、「民衆のなかに生まれ、民衆の労働によって養われ育てられながら、民衆の世界を捨て、それと全く隔絶した擬似西欧的、擬似近代的な世界へ逃亡し続けてきた日本のインテリゲンチャの原罪意識」が浮かび上がっている、と述べている。柴田は、千葉潔が行徳阿礼・有坂卑美子・堀江民江・行徳阿貴といった何人もの女に愛されながらも、その4人の誰もを愛し返していないことを指摘し、それが彼の心に潜む原罪の意識、母の肉を食ってその母を見捨てた自身の自己愛への恐怖、自己の存在への否定、といったものと関わっているとしている。そして、ひのもと救霊会が本当に宗教的共同体であったならば、千葉潔を救うことができたはずだが、現世信仰に固執する教団は彼を救い得なかったとし、三代目教主となった千葉潔は、原罪を解放するはずだった教団の贋の象徴であると同時に、現実の教団の姿を表す「教団のまことの象徴」でもあった、と述べている。

### 行徳阿貴について
立石（1972）は、本作の登場人物は1946年（昭和21年）4月までにそのほとんどが死亡し、教団の精神を背負い得る人物は、病身の行徳阿貴のみとなったことを指摘した上で、「阿貴の祈願は、かくも美しい。そして哀切である。（中略）……この彼女の衷心からの願いと彼女の存在そのものは、この暗鬱な白黒の布地に、部分的であれ、色糸で刺繡をぬいこむように、アクセントをつけえている。そしてすでにみた、千葉的な感性や心性にたいするひとつのはっきりしたアンチ・テーゼといえる」としている。
立石は阿貴について、華やかな姉・阿礼の影のような存在であり、小児麻痺をはじめとして、奇妙に不運な巡り合わせに遭い続けている上に、人を指導することにも怖れを感じて耐えられないゆえに、〈生き愛し苦しみ死ぬ、かけがえのない個々人への訴えかけ〉と〈集団的な怨みや憤りを個人の心の中に浄化する宗教〉を彼女は望んだのだとし、苦悩ではなく愛の思想に辿り着くことができたのだとしている。そして、「そのため、千葉が〈乞食〉になり、餓死する寸前に自分がどういうものかを直観したように、彼女も不幸のどん底、そのまたどん底から自分と世界の意味をちゃんと直観することができえたといえよう。不幸のどん底から一歩ふみ出すのに、破滅のほうへつながっていくもの、究極の真実の芽をはぐくむもの、この百八十度むきのちがったふたつの矢印の幅が、『邪宗門』世界のひろがりであり、他の作品よりずっとはっきりと定着された〈美しき人〉の萌芽だということができる」と述べている。
藤村（1991）も、「教主の次女で、小児麻痺のためにあしなえの不幸を一生背負い続けねばならない彼女は、作品中最も美しい魂の持ち主であると同時に、幼い頃から絶望と自己滅却を身につけていた故に、「信仰」や「救い」に最も近い存在である」としている。藤村は、足利正が主張する宗教裁判に賛同することができなかった阿貴の、「集団的な恨みや憤りを個人の心の中に浄化する宗教でひのもと救霊会信仰があって欲しかったのだ」という考え方は、純粋信仰という点では開祖を越えるものとなっており、現実に絶望して世の不条理を嘆きながらも、恨みを呪詛とするのではなく浄化させたいと願う阿貴の願いは、「おそらくは、体の不如意と闘ってきたからこその、宗教的到達である。（中略）彼女は、何者かに何かを奪われる前に、すでに大切なものを失わざるを得なかった。だからこそ、すべてを失い、身体もままならなくなったその時にも、その精神だけは健康を保てたのだといえる」と分析している。
橋本（2007）は、阿貴は姉の阿礼とは対照的に、極めて常識的な女性であり、堀江家に預けられていたために、教主の次女でありながらも「原始の誓約共同体に生きる平信徒の感性の許で成長した女性であるといってよい」と分析している。そして、阿貴は継主となったのちに、教主の死を隠すことや宗教裁判までを提案する足利正を初めとする、かつての誓約共同体とはかけ離れた、政治性を帯びつつある教団の「悪の顔」に怯えることとなるが、その恐怖には姉との関係性も重ね合わされているとし、幼い頃の千葉潔への思いや、その友人の吉田秀夫への「この人も結局は姉さんにとられてゆく」との呟きなど、自身が好意を寄せる男たちは、みな阿礼に奪われてゆく、との劣等意識があることを指摘している。そして、「土着の一信徒として、誓約共同体としての教団を慈しむ彼女の苦しみは、女であり、妹である、固着化された関係性に生きるしかない性にも由来するのだ」と分析している。
また橋本は、不具である阿貴の片脚について、「姉がつよい存在であるかぎり、決してよくなる兆しをみせぬ」と指摘し、阿礼が九州へと嫁ぎ、継主に選ばれて動かざるを得ない状況になったときに「文字どおち立ちあがる」こととなるが、出戻りの阿礼の謀略によって獄中で一信徒に戻ってしまうと、再び脚は萎えてしまったことを指摘して、「不具なる彼女の片脚とは、姉を前にした妹の、こころの苦しみの隠喩なのだ。姉が輝きをみせるとき、姉に男たちを奪われるとき、妹の脚はつねに縮みつづける」と述べている。

### 作品の位置付け・意図
村井（1991）は、本作を高橋の過去の長編『捨子物語』の延長にある作品であるとし、「『捨子物語』の主人公の国雄の成長した姿が、『邪宗門』の主人公、千葉潔に投影されているのである」と述べている。『捨子物語』は自伝的要素の濃い作品で、主人公の国雄は本来は女に生まれるべきだった男として設定されているが、高橋自身も本来は女として生まれるべきであったところを男として生まれ、災いから逃れるために生まれてすぐに捨てられ、また拾われるという儀式を受けている。この出来事を大本の教義に当てはめると、高橋は「変性女子」ということになり、村井は高橋は直接言及はしていないものの、実際に大本を訪れて教義を詳しく勉強していた高橋が、大本の根本的な教義と自身の経験を、重ね合わせて考えないということはあり得ないだろう、としている。また本作を『捨子物語』の延長線上にあると考える理由について、断片として残された『捨子物語・第三部』の冒頭が、『邪宗門』の冒頭とそっくりであることも挙げている。
その上で村井は、高橋が大本の「変性」という考えを作品に取り入れていたとした場合、一つの疑問が氷解するとしている。千葉潔はひのもと救霊会とは全く無関係の流浪の人物であるにも拘わらず、教団の指導者となり反乱を起こして教団を壊滅に導くが、実は千葉潔が変性女子であり、救霊会にとっては「生まれたときから神性の高い、救霊会の運命を左右する人物」であった可能性を指摘している。
遠丸（1971）は、『邪宗門』を高橋のモニュメンタルな作品とし、「高橋和巳の作品群のなかで高橋的な要素をもっとも濃密に全的にさらけだした作品」である本作を読破するだけで、高橋が抱いている全ての観念や情念の質や形態が、作者の意識していない次元のものを含めて、一望することができるとしている。同時に、本作は人間にとって宗教とはなにか、大衆にとって宗教とはなにか、ということに迫った、高橋による宗教論の提出であり、宗教の始源には一つのあるべきユートピアが内蔵されているゆえに、高橋の望見する宗教的ユートピアの提示でもある、と述べている。
林（1972）は遠丸の論を受けて、確かに『邪宗門』は宗教とは何かを描いた宗教小説と見えなくもないが、実際のこの小説には宗教者が存在しないのである、と指摘している。林は、高橋が千葉潔に仮託したものは、高橋自身が文献を渉猟していたとされるジャイナ教に相応しい死に様であったが、高橋は無神論者であり、千葉潔も宗教者ではなく、つまりその死に様は「死」の美学であり「滅び」の哲学であったと考える以外にない、と述べている。また、ひのもと救霊会の教義や組織論には、宗教が本来的に持つべき、信仰への問いを基底にした人間関係が存在せず、信仰を持つということの個人にとっての意味が問われておらず、作品の視線は〈世なおし〉を巡っての組織の歴史という、完全な現世利益の方向に投げかけられているとし、よって救霊会は、宗教理念を発現する素材ではなく、日本の土着精神を発現する素材であったと言える、としている。
また林は、次期教主として最高顧問の指導を受けていた教主の娘・行徳阿礼に関しても、一般的な父娘、男の陰で泣く女としか描かれていないとし、小窪軍兵との縁談も、教団としての新しい信念をつかみ得ないままに行われた実務的なものに過ぎず、「形さだまらぬ憂愁のうちに年を重ねるよりは、手ごたえのある現実に泣くことの方を、むしろ選びとうございます」として婚姻を決意する阿礼の雄々しさを表現してはいても、救霊会の信仰の本質で行われたものではなかった、としている。また阿礼の性格にしても、鉛筆紛失事件で千葉潔を詰問する調子や植田文麿を弄ぶ姿、千葉潔の教姉である有坂卑美子への罵倒など、次期教主とは思えない振る舞いが容認されており、彼女が主人である教主殿でも、上女中・下女中の主従関係があるなど、一列平等の思想とは矛盾した階層があることを指摘している。そして、仁二郎や阿礼・阿貴姉妹の悩みも指導者としての悩みに過ぎず、魂の救済の道への志向性はないことから、救霊会が千葉潔に導かれ滅亡していくのも、その非信仰性ゆえであった、と述べている。一方で作品に描かれる、日本の土着精神や農本主義的な理想郷を目指し、現実の歴史では有り得なかった革命を起こすという原像を支えるものは、ひのもと救霊会以外に託しようはなかったであろう、ともしている。

#### 戦後日本への異議として
藤村（1991）は、作品の年代が昭和前半の時代の節目を捉えていることから、「我々はそこに作者の、すでに起こってしまった、二度と変更のきかない歴史への、異義申し立てをみいだすことができるであろう」と述べている。藤村はひのもと救霊会の45年の歴史は、常に時代を支配する政治の圧力との対決であり（開祖まさにとっては地方農村に残る封建的家父長制の残滓、二代目仁二郎にとっては軍国主義的ファシズムに傾いた天皇制国家、三代目千葉潔にとっては外から改革を強制するアメリカ占領軍）、開祖以来の教えを倫理基盤として、時期尚早な武力革命を企てたひのもと救霊会の滅亡は、一見無意味な武装蜂起の結末に見えるが、そこには作者による〈すでにありし歴史〉への異議申し立てが見出せるとし、「ひのもと救霊会は滅びさったが、すでに決定され歴史に組み込まれた昭和初期という時代そのものに、再考すべき多くの矛盾、虚偽、過ちがあったのは否めまい。（中略）ひのもと救霊会は現世を呪咀するゆえに世界の破滅を願って止まない邪宗門であると同時に、すでにあったかたちでしかありえない〈歴史〉のかたちを批判糾弾する思想の具象化でもありえた」としている。
川西（1974）も同様に、敗戦直後の日本における、実際の歴史では有り得なかった教団の起義こそが、『邪宗門』の最大の意図であったろう、としている。川西は、抑圧され戦争へと駆り立てられた民衆による、戦争を強行した支配者への裁判として宗教裁判を敢行した足利正の呪詛と直接性の希求こそが、高橋和巳が本作を書いた動機であろうとし、「人民が声も出さず、蜂起もせず、断罪もしなかった、歴史の空白部分に告発の矢を発すること。戦後の社会に理由もなく理不尽にも存在する《あらかじめ罰され自己中心の牢獄に幽閉され投げ出された》人間の呪縛の根を撃つこと。ありえたかもしれない架構の歴史を幻出させることによって新しい幻想空間を共有すること。そうすればいまだかつてない民主主義のありうべき理念は不死鳥のごとく現代の人間の胸裡にあらわれいでるやもしれぬ。いや幻視しうるかもしれぬ。高橋和巳はこのように考えたのであろう」と述べている。
伊達（1991）も、千葉潔の出身地と設定されている東北地方が、大和朝廷から侵略された蝦夷の民の住む土地であったことを指摘した上で、「それにしても、ひのもと救霊会の自滅的な戦いは、大和朝廷に抵抗してあくまで帰属を拒んだ鬼たちの物語を思わせてならない。禅に救いを得ず、弥陀の誓願にすがることもなく、終局のために己の悪を捧げて自分のような存在の二度と生じない世界を希う千葉潔の内的宇宙は、鬼の末裔と考えられなくもない。また、敗戦とほぼ同じ頃に滅亡への道を選択したひのもと救霊会は、もろともに滅ぼうとしながら、ついにポツダム宣言を受諾した日本帝国主義への、無言の抗議であり、強烈な嫌味だったのかもしれない」と述べている。
脇坂（1999）も、「長大なこの作品で高橋和巳が必死になって追求しているのは、あるべき日本の革命とはどういうものかという主題であるように思われる。（中略）高橋の考え方の根本にあるのは、戦後の改革への強い拒絶の意志である」とし、「日本の社会の根底的な変革を求める立場からの戦後批判は、実は驚くほど少ない。多くは戦後の「平和と民主主義」を謳歌するだけに終わっている。せいぜい占領軍の政策転換を未練がましく批判するぐらいである」と述べ、そうした戦後文学史の中、『邪宗門』は大きな意味を持つ作品であると指摘している。
脇坂は「この作品ほど、戦後の改革に民衆の力がほとんど反映されなかったことを憤り、占領軍という外圧によって行われる改革の変質しやすさに警鐘を鳴らし、そして何よりも、天皇陛下の旧体制を担ってきた人々がそっくり生き残って権力を維持している日本の戦後改革のまやかしを暴いた例はないのである」と述べている。また、外部から持ち込まれた仏教やキリスト教ではなく、土着の土俗的な民間宗教を取り上げたことにも画期的な意味があるとし、「……日本の民衆が土着的に持っている生活の知恵のようなものは、かつてほとんど思想として体系化されることがなかった。いつも日本では外来のイデオロギーが、知識人によって民衆に啓蒙されるという形をとってきたのである。このようなことへの痛切な批判が『邪宗門』全編を貫いている」と評価している。

## 派生作品
1998年（平成10年）3月、都はるみのレコード『邪宗門』が発売された。この曲が作られた経緯について、作詞者である歌人の道浦母都子は、都のパートナーである中村一好が自分のもとを訪れて高橋和巳の『邪宗門』を示し、作詞の依頼をしたと述べている。

## 書誌情報

### 刊行本
- 『邪宗門』（上下巻、河出書房新社、上巻：1966年10月15日、下巻：1966年11月15日）
- 『邪宗門』〈現代文学秀作シリーズ〉（上下巻、講談社、1971年）
- 文庫版『邪宗門』〈新潮文庫〉（上下巻、新潮社、1971年）
  - カバー裝画：中本達也。解説：桶谷秀昭。
- 文庫版『邪宗門』〈講談社文庫〉（上下巻、講談社、1972年）
- 文庫版『邪宗門』〈朝日文庫〉（上下巻、朝日新聞社、1993年）
- 文庫版『邪宗門』〈河出文庫〉（上下巻、河出書房新社、上下巻ともに：2014年8月20日）
  - カバーデザイン：岩瀬聡、カバー写真：stereohype/iStock Vectors/Getty Images、カバーフォーマット：佐々木暁。解説：佐藤優。

### 全集収録
- 『高橋和巳作品集4 邪宗門・私の文学を語る』（河出書房新社、1970年）
- 『高橋和巳全小説5 邪宗門 上』（河出書房新社、1975年）
- 『高橋和巳全小説6 邪宗門 下』（河出書房新社、1975年）
- 『高橋和巳全集7 邪宗門 上』（河出書房新社、1977年）
- 『高橋和巳全集8 邪宗門 下』（河出書房新社、1977年）